# Dmitrij Kollars
Dmitrij Kollars est un joueur d'échecs allemand né le 13 août 1999 à Brême en Allemagne. 
Au 1er avril 2021, il est le douzième joueur allemand avec un classement Elo de 2 598 points.

## Biographie et carrière
Grand maître international depuis 2017, Kollars a remporté le Wiesbaden Schlosspark Open en 2015, le tournoi de grands maîtres de Jurmala en 2016 (première norme de grand maître), la Coupe Haspa à Bargteheide, le tournoi de blitz de Hambourg en octobre 2016. Il finit quatrième du championnat du monde des moins de 18 ans en 2016. En juin 2017, il gagna le tournoi de parties rapides de Hambourg et finit cinquième du championnat d'Allemagne 2017.
II remporte le festival de Lunebourg 2019 et le tournoi de grands maîtres de Aarhus en 2018. Il finit premier-deuxième ex æquo du championnat d'Allemagne 2019 (deuxième au départage). En mars 2021, il remporte la Coupe d'Europe des clubs d'échecs en ligne (parties rapides) avec l'équipe du SF Deizisau e.V. (il marqua une victoire et deux nulles en trois parties disputées. Il finit à la 1re-4e place ex æquo du Kader Challenge à Magdebourg en avril 2021.
Lors de la Coupe du monde d'échecs 2023, il bat le Bangladais Enamul Hossein au premier tour, puis perd au deuxième tour face à l'Ukrainien Ruslan Ponomariov.